# Halín
Halín este o arie protejată (arie specială de conservare — SAC, sit de importanță comunitară — SCI) din Republica Cehă întinsă pe o suprafață de 158,67 ha, integral pe uscat.

## Localizare
Centrul sitului Halín este situat la coordonatele 50°19′01″N 16°08′05″E / 50.316944°N 16.134722°E.

## Înființare
Situl Halín a fost declarat sit de importanță comunitară în noiembrie 2009 pentru a proteja 1 specie de plante și 1 specie de animale. Situl a fost protejat și ca arie specială de conservare în decembrie 2013.

## Biodiversitate
Situată în ecoregiunea continentală, aria protejată conține 2 habitate naturale: Lacuri eutrofice naturale cu vegetație de tip Magnopotamion sau Hydrocharition, Păduri de stejar și carpen Galio-Carpinetum.
La baza desemnării sitului se află mai multe specii protejate:
- plante (1): papucul doamnei (Cypripedium calceolus)
- amfibieni (1): buhai de baltă cu burta roșie (Bombina bombina)